# Thompsonirhinus rhedi
Thompsonirhinus rhedi là một loài bọ cánh cứng trong họ Rhynchitidae. Loài này được Schrank miêu tả khoa học năm 1781.